# 고입선발고사
고입선발고사(高入選拔考査) 및 연합고사(聯合考査)는 고등학교 평준화 정책 실시 지역의 일반계 고등학교 신입생 배정이나 고등학교 비평준화 지역의 일반계 고등학교 입학 예정인 당해 중학교 3학년 졸업 예정자에 해당되는 학생 대상으로 중학교 3년간의 교육과정을 정상 이수하였는지 평가하고, 고입선발고사 성적 결과를 고등학교 입시전형에서 학교생활기록부 상 중학교 내신 산출 점수와 합산하여 고입 성적 자료에 반영하기 위해 시행되는 시험이다. 문제 출제 및 평가 시행은 한국교육과정평가원에서 주관하였으나, 매년 기본 계획 수립 및 시험 관리와 채점은 관할 교육청에 위탁하여 시행했었다. 그러나 대한민국 학령인구 및 중학교 졸업자 수의 지속적인 감소세 영향으로 인한 연합고사 폐지 및 고입선발고사 폐지를 검토하는 지역이 점차 많아졌으며 결국 2017년 12월에 시행된 2018학년도 고입 연합고사를 최종적으로 2019학년도부터 고입선발고사 자체가 전면 폐지되었다.

## 지역별 폐지 일시
- 서울특별시, 부산광역시, 인천광역시, 광주광역시: 1998학년도부터 폐지
- 대구광역시, 대전광역시: 2000학년도부터 폐지
- 경기도, 강원도: 2013학년도부터 폐지
- 세종특별자치시: 2015학년도부터 폐지
- 충청북도, 전라남도, 경상남도: 2016학년도부터 폐지
- 충청남도, 전라북도 : 2018학년도부터 폐지
- 경상북도, 울산광역시, 제주특별자치도 : 2019학년도부터 폐지

고입선발고사 폐지 이후 고교 평준화 실시 지역은 성적이 불필요해졌고 고교 비평준화 지역은 학교생활기록부 내신성적 자체로만 입학성적이 산출하게 되었다. 일부 지역의 경우, 고입 선발고사 폐지 당시에는 아직 비평준화 지역이었으나 이후에 평준화가 시행된 지역도 존재한다.

## 평가 방식 및 일정
고입선발고사는 전과목 5지 선다형으로 출제되며, 시행 일시는 매년 12월 3주차 금요일에 전국 동시 시행된다.
전체 3교시로 출제 과목은 총 9과목이다. 교시별로 시험 시간은 70분으로, 매 교시마다 3과목을 연속으로 응시하여야 한다.

### 1교시
- 시험 시간 : 08:50~10:00 (70분)
  - 국어 30문항
  - 사회 24문항
  - 미술 10문항 - 울산광역시 한정 미실시

### 2교시
- 시험 시간 : 10:30~11:40 (70분)
  - 영어 26문항
  - 과학 26문항
  - 음악 10문항 - 울산광역시 한정 미실시

### 3교시
- 시험 시간 : 12:10~13:20 (70분)[2]
  - 도덕 12문항
  - 수학 26문항
  - 기술·가정 16문항

## 출제 유형 및 범위
고입선발고사의 출제과목은 대한민국의 중학교 교과목 중 국어, 도덕, 사회, 수학, 과학, 기술·가정, 음악, 미술, 영어 총 9과목으로, 중학교 전체 범위가 고입 선발고사 출제 범위에 포함되며, 1~3학년 교과과정에서 골고루 출제된다.

## 고입 성적 반영
고등학교 신입생 입학 성적은 전체 290점으로, 학생부 내신 성적 200점, 고입 선발고사 90점으로 구성되어 있다. 따라서 내신 대비 연합고사(고입시험) 비율은 약 69:31이다. 그러나 연합고사가 폐지되어 고입선발고사를 실시하지 않는 지역이나 평가 대상에서 제외되는 학생은 중학교 내신 결과(200점 만점)에 한하여 학생을 선발하게 된다. 이미 고등학교 평준화 정책이 시행 중인 지역에 해당되거나 고교 비평준화 지역인 경우도 장애인 등을 비롯한 특수교육대상자, 국가유공자 등의 정원외 입학대상자의 경우에는 관할 교육청의 교육감이 해당 학생을 임의로 배정하는 방식을 채택하여 고입전형에 해당사항이 없다.

## 같이 보기
- 대한민국의 중학교 교과목
- 고등학교 선택제
- 고등학교 평준화 정책